# Plenty, Plenty Soul
Plenty, Plenty Soul — студійний альбом американського джазового вібрафоніста Мілта Джексона, випущений у 1957 році лейблом Atlantic Records.

## Опис
Цей альбом поєднує у собі дві сесії вібрафоніста Мілта Джексона. Насправді, хоча лідер знаходиться у відмінній формі (і написав чотири з сімох композицій), він часто знаходиться у тіні порівняно натхнених соло своїх сайдменів. Перша сторона Plenty, Plenty Soul, на якій грає гурт з дев'яти музикантів, виділяється за рахунок внеску альт-саксофоніста Кеннонболла Еддерлі, у той час як на другій стороні гурт грає секстетом з тенор-саксофоністом Лакі Томпсоном. З допомогою піаніста Гораса Сільвера, який взяв участь в обох сесіях, цей альбом звучить свіжим і через десятки років.

## Список композицій
1. «Plenty, Plenty Soul» (Мілт Джексон, Квінсі Джонс) — 9:33
2. «Boogity Boogity» (Квінсі Джонс) — 4:55
3. «Heartstrings» (Мілт Джексон) — 4:53
4. «Sermonette» (Джуліан Еддерлі) — 5:33
5. «The Spirit-Feel» (Мілт Джексон) — 4:22
6. «Ignunt Oil» (Мілт Джексон) — 5:35
7. «Blues at Twilight» (Квінсі Джонс) — 6:46

## Учасники запису
- Мілт Джексон — вібрафон
- Джо Ньюмен — труба
- Джиммі Клівленд — тромбон (1-3)
- Кеннонболл Еддерлі (як Ронні Пітерс) — альт-саксофон (1-3)
- Френк Фостер (1-3), Лакі Томпсон (4-7) — тенор-саксофон
- Сахіб Шихаб — баритон-саксофон (1-3)
- Горас Сільвер — фортепіано
- Персі Гіт (1-3), Оскар Петтіфорд (4-7) — контрабас
- Арт Блейкі (1-3), Конні Кей (4-7) — ударні
- Квінсі Джонс — аранжування (1-3)

Технічний персонал
- Несухі Ертегюн — продюсер
- Джонні К'ю — інженер
- Джей Мейсел — фотографія
- Нет Гентофф — текст
- Марвін Ізраел — дизайн обкладинки